# Krenner József
Krenner József (teljes nevén: Krenner József Sándor) (Buda, 1839. március 3. – Budapest, 1920. január 16.) mineralógus, ásványkutató, az MTA tagja. Nevét a krennerit {(Au,Ag)Te2} ásványnév is őrzi.

## Családja

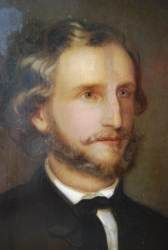
Krenner József Sándor arcképe (Machik Mária festménye)

Első felesége mándoki Máchik Mária (1843-1895) festőművész. Fia: Tardos Krenner Viktor (1866–1927) festőművész, főiskolai tanár. Leánya: Lubiné Krenner Ilona (= Ilka) és Krenner Angela. Második felesége Halász Amália. Fia: Krenner József Andor (1900–1979) biológus, mikológus, entomológus, Krenner Gyula; leánya: Kammermayerné Krenner Kornélia (= Nelly).

## Életpályája
A budai politechnikumban műszaki, a bécsi műegyetemen építészeti, majd a bécsi és a Tübingeni Egyetemen természettudományi tárgyakat tanult. A természettudományi doktori fokozatot is Németországban, Tübingenben szerezte 1865-ben. Ifjabb korában Eötvös Loránd nevelője volt. 1874-től a Magyar Tudományos Akadémia levelező, 1888-tól rendes tagja. A Magyar Nemzeti Múzeum ásványtárát világhírű gyűjteménnyé tette. Támogatói voltak Pulszky Ferenc a múzeum igazgatója, Eötvös József és Semsey Andor. 1870-ben Pulszky elérte, hogy a Lobkowitz hercegek híres gyűjteményének megvásárlásához a képviselőház költségvetési támogatást szavazott meg. A gyűjtemény további gyarapodásában Krennert az évi rendszeres dotáció és Semsey összességében egymillió aranykoronát meghaladó támogatása segítette. Sajnos, 1956-ban a gyűjtemény legnagyobb része elpusztult.
Az ásványtanon belül elsősorban kristályalaktannal (morfológiai krisztallográfia) és ásványoptikával foglalkozott.

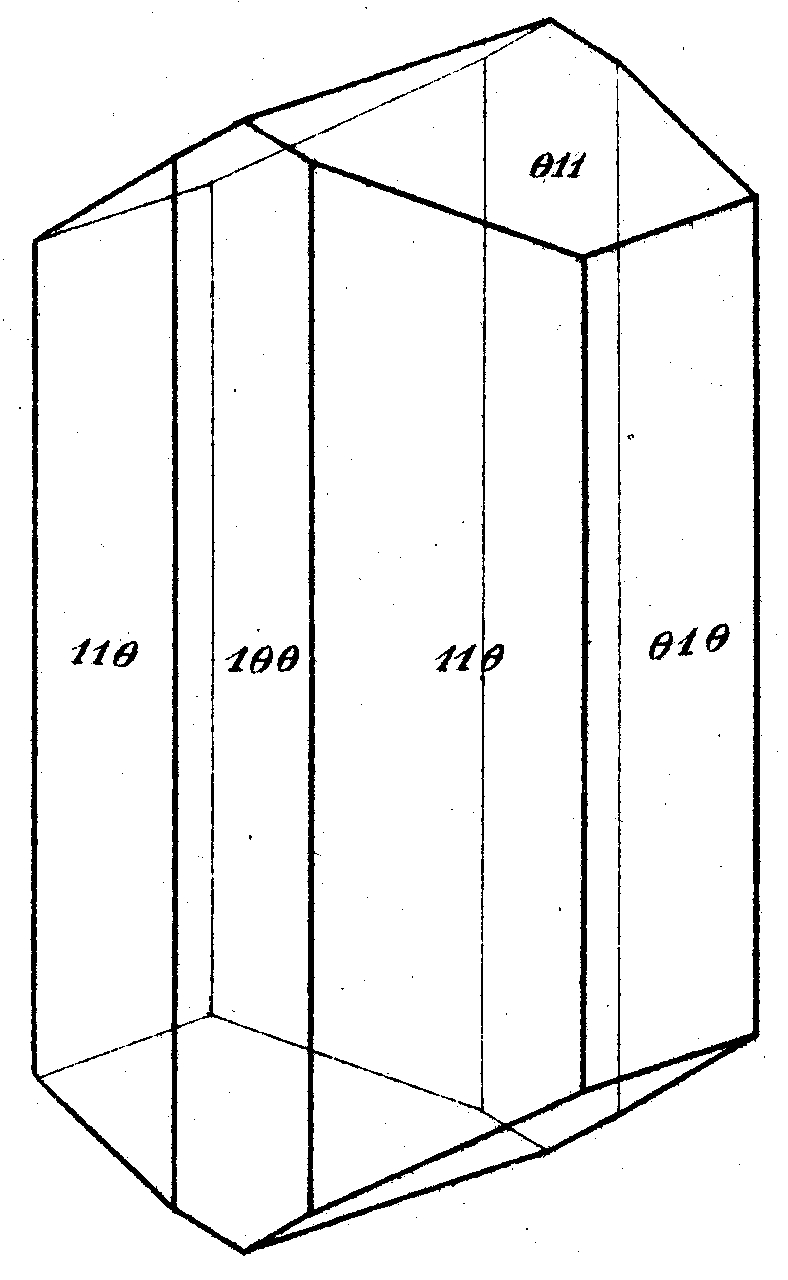
Krennerit Krenner József rajza 1877. Papp Gábor (Magyar Természettudományi Múzeum) szívességéből

- 1866-1919 a Magyar Nemzeti Múzeum Természetrajzi Tárának segédőre (1866–69), tiszteletbeli őre (1869–70), az Ásvány-Őslénytár őre (1870-93), igazgatóőre (1893–1901), osztályigazgatója (1901–19).
- 1870-1894 a Műegyetem Ásvány- és Földtani Tanszékének nyilvános rendes tanára.
- 1894-1913 a budapesti Tudományegyetem Ásvány- és Kőzettani Intézetének nyilvános rendes tanára.
- 1895-1898 a Magyarhoni Földtani Társulat alelnöke.

## Felfedezései
Számos új ásványfajta leírása az ő nevéhez fűződik, így 

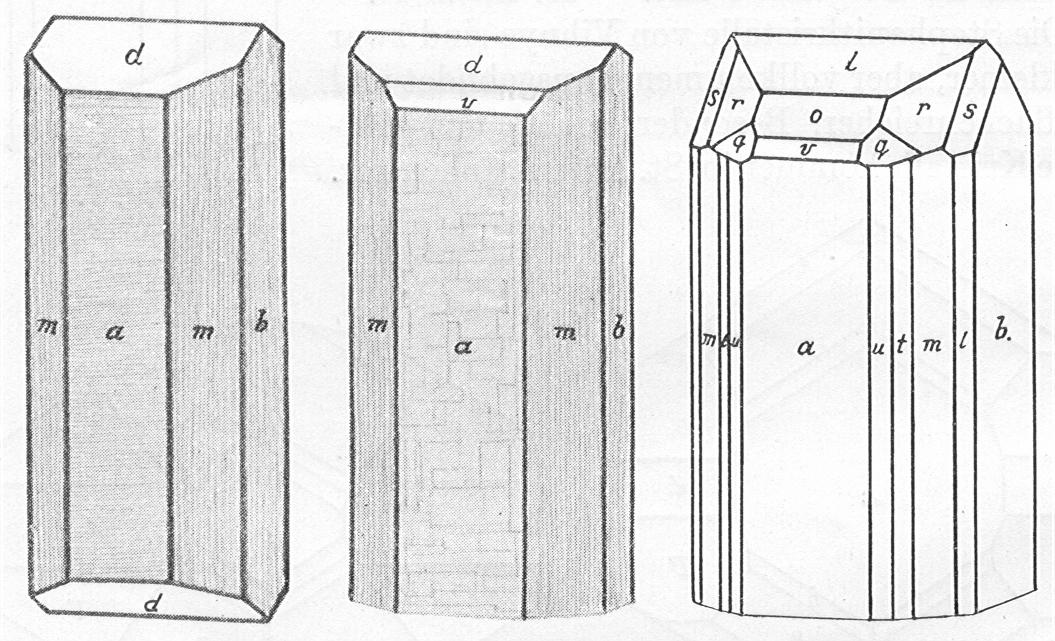
Andorit. Krenner rajza 1897, Papp Gábor (Magyar Természettudományi Múzeum) szívességéből.

- andorit PbAgSb3O4. 1889-ben fedezte fel Felsőbányán (Baia Sprie, Románia) az ólom-ezüst-antimon-kénvegyületet, és kollégájáról, Semsey Andorról (1833–1923), a korszak kiemelkedő tudománypártoló és tudományszervező egyéniségéről nevezte el.
- avasit (1881) 5Fe2O3.2SiO2.9H2O összetételűként leírt anyag, valószínűleg ásványkeverék. Az Avas-völgyi (Oaş, Románia) vasérctelepekről írta le Krenner.
- dognácskait (1884) A Dognácska (Dognecea, Románia) település melletti bányákban talált réz-bizmut-szulfid, mely később ásványkeveréknek (inhomogén anyagnak) bizonyult.
- fizélyit Pb14Ag5Sb21S48. A Fizély Sándor (1856–1930) felsőbányai bányafőtanácsos gyűjteményéből származó ásványt 1913-ban ismertette az akadémián. A részletes leírás csak 1925-ben jelent meg.
- kornelit (1888) Fe2(SO4)37H2O. Lelőhelye Szomolnok (Smolník, Szlovákia). Hlavacsek Kornél bányafőmérnök küldte Krennernek meghatározásra. A beküldőről nevezte el kornelitnek.
- krennerit 1877-ben Nagyág aranybányájában fedezte fel az új tellúrércet. Először bunseninnek nevezte el R. W. Bunsen német vegyész tiszteletére, azonban a névenek a bunsenithez (NiO) való zavaró hasonlósága miatt az ásványt 1878-ban G. vom Rath átkeresztelte krenneritre.
- lorándit TlAsS2. Tallium-arzén-szulfid, Krenner egykori tanítványáról, későbbi elválaszthatatlan jó barátjáról, Eötvös Loránd fizikusról elnevezett ásvány. Származási helye Allchar bánya Rožden mellett (Macedónia).
- pulszkyit Úrvölgyön (Špania Dolina, Szlovákia) található ásvány. Közelebbi adatait Krenner nem publikálta. Pulszky Ferenc politikus, régész, műgyűjtőről nevezte el.

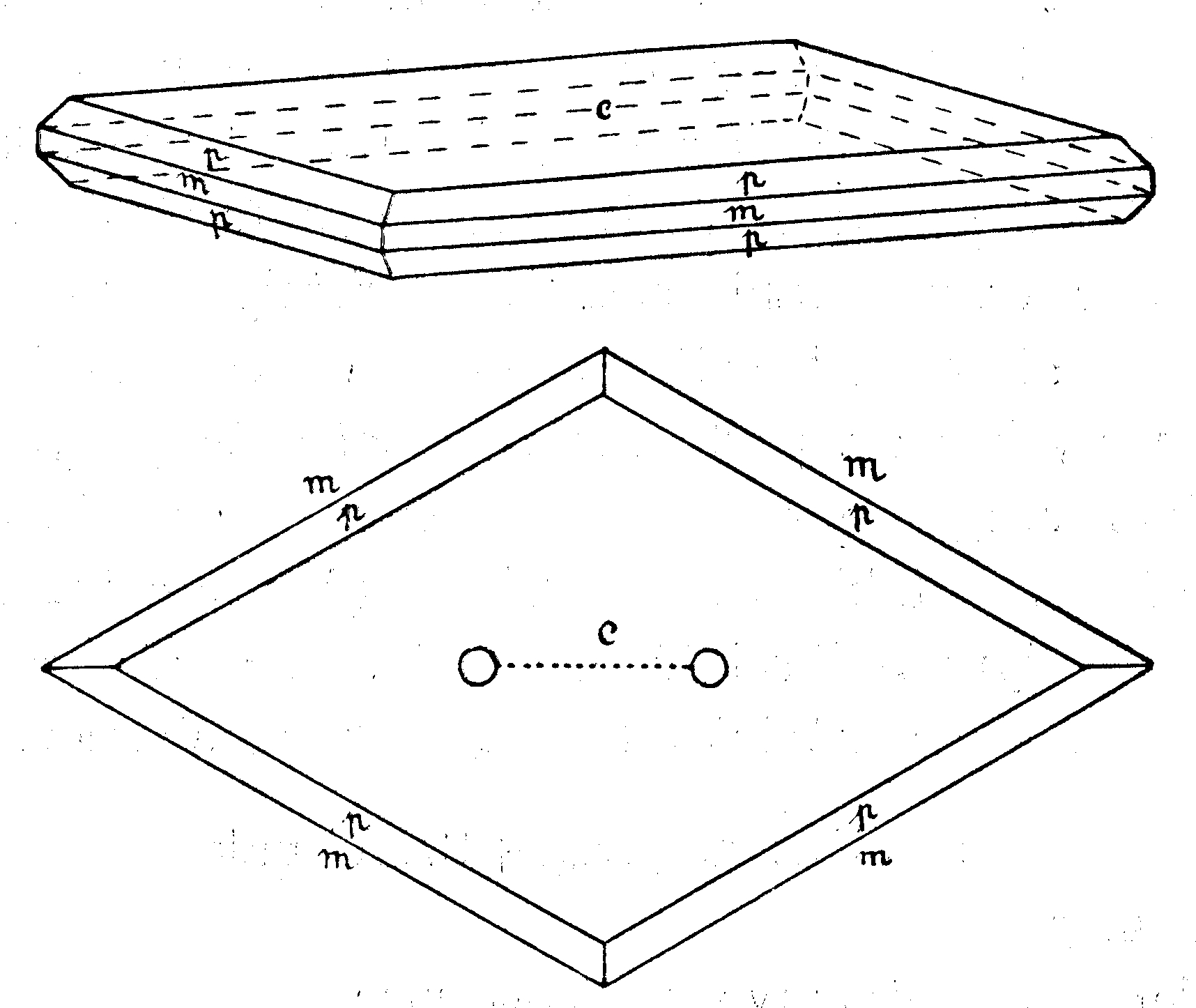
Romboklász. Krenner rajza, Papp Gábor (Magyar Természettudományi Múzeum) szívességéből.

- romboklász (1891) HFe(SO4)2.4H2O. Szomolnokon (Smolník, Szlovákia) talált ásvány.
- schafarzikit (1915) FeSb2S6. Schafarzik Ferenc (1854–1927) geológusról, a budapest műegyetem Ásvány-Földtani Tanszékének professzoráról elnevezett ásvány. Lelőhelye Pernek (Szlovákia).
- semseyit Pb9Sb8S21. 1881-ben fedezte fel Felsőbányán (Baia Sprie, Románia), és Semsey Andor (1833–1923) a magyar tudomány legnagyobb korabeli pártfogója és támogatója tiszteletére nevezte el.
- sjögrenit (1910) 5Fe2O3.3P2O5.8H2O összetételű ásvány, lelőhelye Cornwall, Nagy-Britannia. A svéd Hjalmar Sjörgen (1856–1922) geológusról kapta a nevét, ő a Bánság bányahelyein elismerésre méltó bányageológiai kutatásokat végzett. Krenner Stockholmban, a Nemzetközi Földtani Kongresszuson ismertette részletesen az ásványt. A kalkosziderittel (CuFe6(PO4)4(OH)8·4(H2O)) tartják azonosnak.
- szomolnokit (1891) FeSO4.H2O, Szomolnokon (Smolník, Szlovákia) talált ásvány.
- széchenyiit (1883) A richterittel megegyezőnek tartott amfibolfajta. Széchenyi Béla gróf kelet-ázsiai expedícióját id. Lóczy Lajos dolgozta fel tudományos szempontból öt kötetben. Az expedíció által hozott közetből származó ásvány leírását a harmadik kötet egyik cikkében tette közzé Krenner (vö. Vasárnapi Ujság, 1898. 5. szám 4. oldal). Származási helye Mianmar (Burma).
- warthait (1909) Eredetileg Pb4Bi2S7 összetétellel leírt, később ásványkeveréknek bizonyult anyag. Wartha Vince (1844–1914), a Műegyetem vegyészmérnöki karának alapításában nagy szerepet vállaló kémikus és a kémiai technológia első professzora nevét viseli. Lelőhelye Vaskő (Ocna de Fier, Románia).

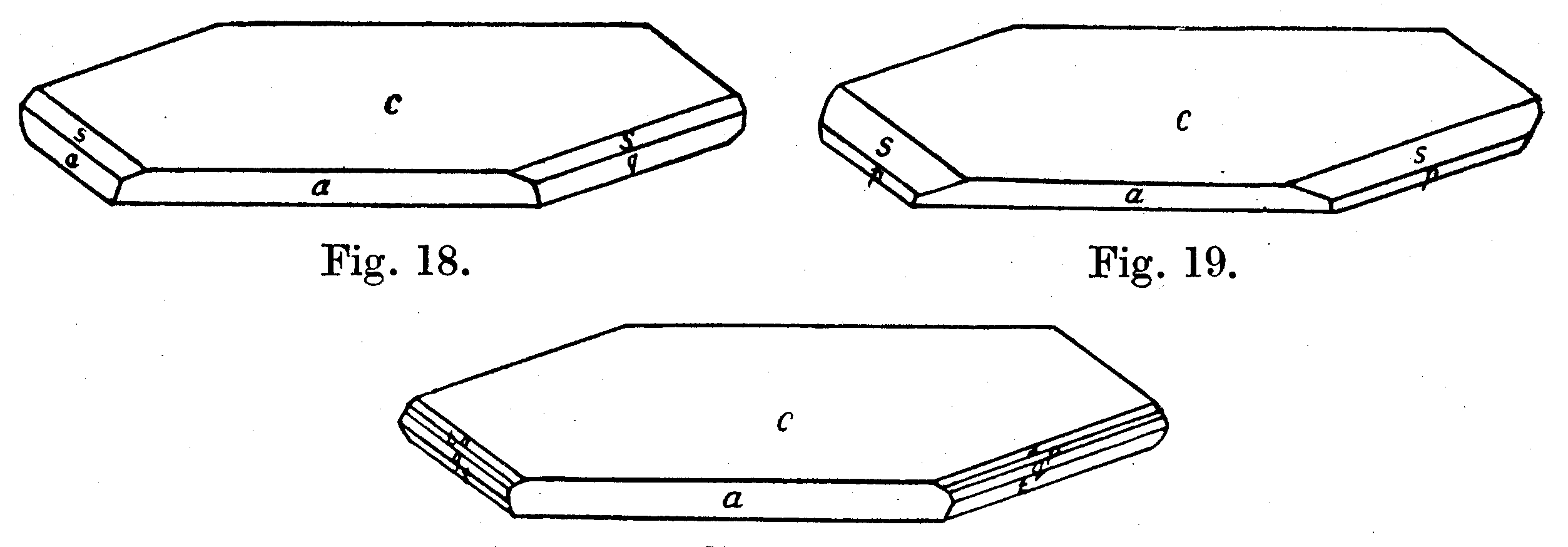
Semseyit. Krenner rajza, Papp Gábor (Magyar Természettudományi Múzeum) szívességéből.

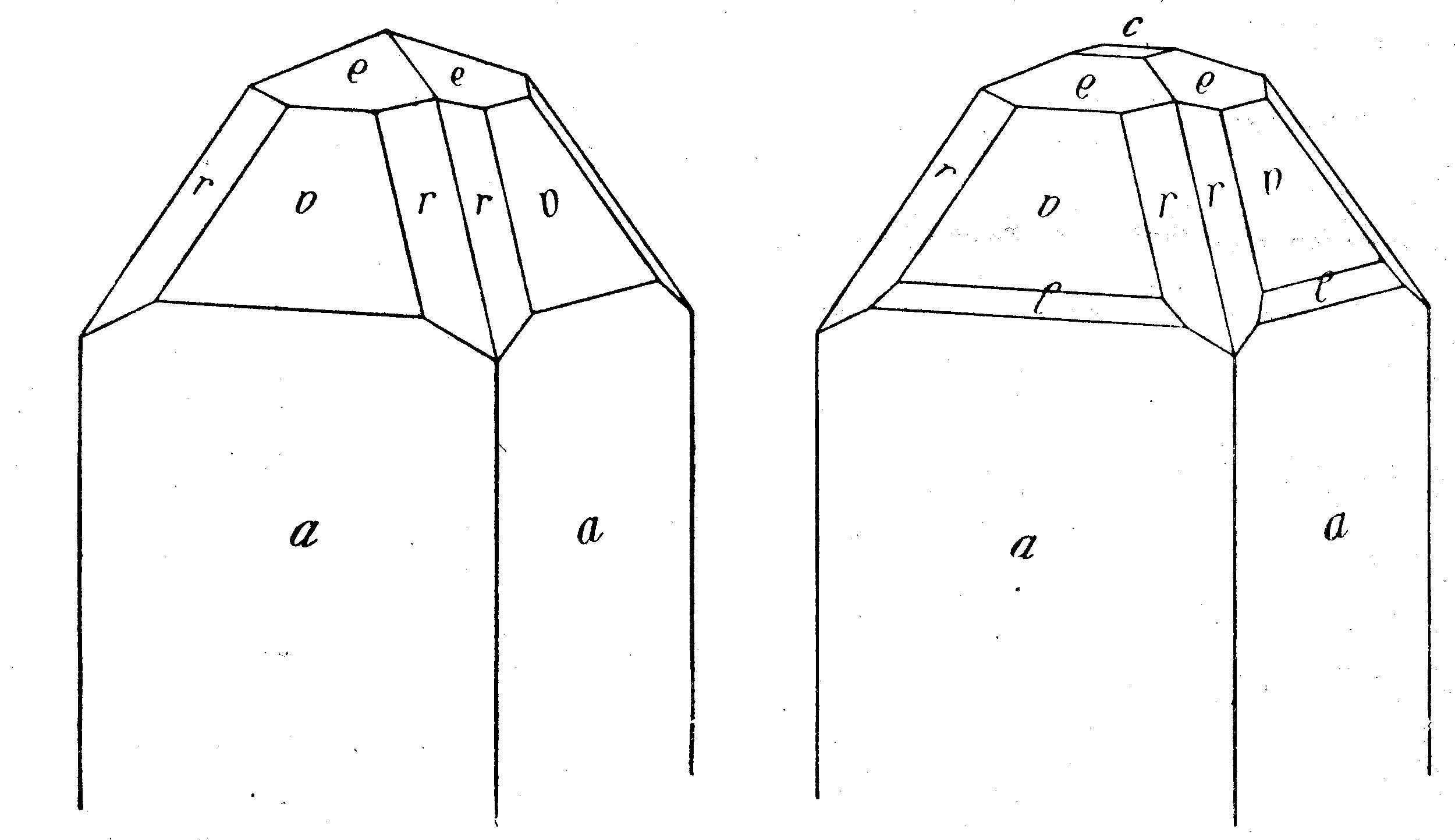
Schafarzikit. Krenner rajza, Papp Gábor (Magyar Természettudományi Múzeum) szívességéből.

## Művei
- Über die pisolithische Struktur des diluvialen Kalktuffes von Ofen. (Wien, 1863)
- Egy új északamerikai allanit – Orthit – jegeczalakja. Egy tábla rajzzal. (Természettudományi Közlöny, 1864)
- Die Tertier Formation von Szob. Bölcsésztudori értek. (Tübingen, 1865)
- Krystallographische Studien über den Antimonith. Mit 11 Tafeln. (Wien, 1865)
- A büzeny ammonium brómsalamiak jegeczalakjáról. 1 tábla rajzzal. (Természettudományi Közlöny, 1866)
- Két új kénsavas káli-cadmium kettőssónak jegeczalakjairól. 1 táblával és 7 ábrával. (Értekezések a természettudományok köréből, 1867)
- Egy uj selensavas kettőssónak (KO, CdO, 2SeO3+3HO) jegecztani monographiája. Pest, 1867. Két tábla rajzzal. (Különny. a kir. m. term.-társulat Közlönyéből.)
- Ajnácskő ősemlősei. Pest, 1867. Két tábla rajzzal. (M. Földtani-társulat Munkálatai III.)
- Egy harmadkori magyarhoni Trachyt földpátjáról. A kir. m. természettudományi társulat által a Bugát-féle alapítványból jutalmazott pályamunka. 1 tábla rajzzal. (Természettudományi Közlöny, 1867 és külön: Pest, 1867)
- A Lobkowitz-féle ásvány-gyűjteményről. (Természettudományi Közlöny, 1871)
- A smaragdról. Felolvastatott az 1872. márcz. 20-án tartott szakgyűlésen. (Természettudományi Közlöny, 1872)
- A dobsinai jégbarlang. Utazási jelentés. Felolvastatott az 1873. máj. 14-én tartott szakgyűlésen. (Természettudományi Közlöny, 1873)
- A mammuth. 1–2. Előadatott az 1874. márcz. 20-án tartott természettudományi estélyen. – Újabban felfedezett ősállatok Amerikában. (Természettudományi Közlöny, 1874)
- A dobsinai jégbarlang. A kir. magyar természettudományi társulat megbízásából megvizsgálta és leírta. 6 kőnyomatos táblával és 3 fametszettel. (Pest, 1874)
- A zsadányi meteorkőhullás. Utazási jelentés. (Természettudományi Közlöny, 1875)
- A breitensbachi meteorit alkatrészeiről. (Természettudományi Közlöny, 1876)
- A felsőbányai trachyt wolframitja. 1 táblával. (Értekezések a természettudományok köréből. VII. 14. Bp., 1876; németül: Leipzig, 1876)
- Magyarhoni anglesitek. 9 táblával. Akadémiai székfoglaló is. (Elhangzott: 1876. dec. 4.; megjelent: Értekezések a természettudományok köréből. VIII. 8. Bp., 1877; németül: Leipzig, 1877)
- Kryolith, Pachnolith és Thomsenolith nevű ásványokat illető vizsgálatok eredménye. – Bunsenin, egy új tellúrásvány. 1 táblával. (Természettudományi Közlöny, 1877)
- Tellúrezüst Erdélyből. (Természettudományi Közlöny, 1879)
- Egy Felsőbányán talált új ólomérczről. (Akadémiai Értesítő, 1881)
- A kryolith-csoport grönlandi ásványai. 2 táblával. – A gr. Széchenyi Béla keletázsiai expedicziójának nephritjei. (Mathematikai és Természettudományi Tájékoztató, 1883)
- A szabóitról. 1 táblával. (Mathematikai és Természettudományi Tájékoztató, 1884)
- Über ein Doppelsalz von selensauren Cadmiumoxid und selensauren Kali. von Hauer, K.-vel. (Wien, 1886)
- Ásvány-optikai tanulmányok. Akadémiai székfoglaló. (Elhangzott: 1886. ápr. 12.; megjelent, kivonatosan: Természettudományi Közlöny, 1886)
- Symplesit Felsőbányáról. (Természetrajzi füzetek, 1886)
- Az akanthit és a természetes ezüstkéreg. (Mathematikai és Természettudományi Tájékoztató, 1887)
- Andorit, új hazai ezüstércz. (Mathematikai és Természettudományi Értesítő, 1892)
- A lorandit, új ásványfaj. (Mathematikai és Természettudományi Értesítő, 1894)
- A Schuller-féle új arsensulfid kristálytani és optikai viszonyairól. (Mathematikai és Természettudományi Tájékoztató, 1907)
- Mangánspinell, mint kohótermék Menyházáról, Aradmegyében. (Magyar Chemiai Folyóirat, 1908 és Bányászati és Kohászati Lapok, 1908)
- Egy új magyarországi ásvány, a warthait. (Természettudományi Közlöny, 1909)
- A vasmegyei „nemes szerpentin.” (Természettudományi Közlöny, 1917)
- Ritka svédországi ásvány Magyarországban. (Mathematikai és Természettudományi Értesítő, 1918)
- A tellúr nevű magyar elem felfedezése. (Természettudományi Közlöny, 1920)
- Schafarzikit, egy új magyar ásvány. (Mathematikai és Természettudományi Értesítő, 1923)

### Kéziratban
- Magyarország ásványai. (1908)